# ナイジェル・ウィルソン
ナイジェル・エドワード・ウィルソン（Nigel Edward Wilson、1970年1月12日 - ）は、カナダ出身の元プロ野球選手（外野手）。左投左打。

## 経歴
1987年にトロント・ブルージェイズと契約。1992年の球団拡張ドラフトでフロリダ・マーリンズに指名され、同年にメジャー初昇格。その後、1995年にシンシナティ・レッズ、1996年にクリーブランド・インディアンスと渡り歩いた。
1997年、阪急ブレーブスで三冠王を獲得した代理人のブーマー・ウェルズの推薦により、日本ハムファイターズに入団し、来日。同年6月21日の対近鉄戦（大阪ドーム）で、王貞治以来の1試合4打席連続本塁打を達成。更に、4打席連続本塁打の前にシングルヒットを放っていたため、同時に1試合17塁打のパ・リーグ記録も樹立した。この年は37本塁打で本塁打王に輝いた。
1998年は、本塁打ばかり狙うのではなくチャンスでヒットを狙い打つ打撃も覚えたことから、ほぼ全試合に出場、33本塁打、124打点で本塁打・打点の2冠王を獲得。打数でもリーグ2位となると共に、ベストナインも受賞。
1999年は膝の故障によりシーズン序盤に離脱し、僅か6試合の出場でシーズンを終えた。
2000年は前年の球団の温情に応え、自己最高打率の.294に加え、37本塁打、89打点を記録。本塁打王は中村紀洋に明け渡したがベストナインを受賞するなど復活した。
しかし2001年は2度の離脱があり、最終的に34試合の出場に終わり、オフに解雇され、5年間在籍したファイターズを退団した。
2002年に長距離砲の補強を目指していた大阪近鉄バファローズからオファーを受けて入団。恐怖の7番打者としてスタートしたが活躍できず、同年オフに退団し、帰国。
外野手登録ではあったが、日本にいた6年間で守備に就いたのは、1997年7月20日に大量リードされた試合で代打で出て途中から一塁を守っただけである（MLBでもマイナーでも公式戦で一塁を守ったことはない）。来日した際に当時監督の上田利治が「お前は何処を守れる?」と尋ねたとき、ウィルソンは自ら「DHだ」と答えたという(当時、DH専門の野手という概念はNPBには定着していなかった)。日本ハム時代には球団の日誌にもウィルソンが守備練習をした記録が無かったと伝われる。
2003年、マイナー契約でニューヨーク・ヤンキースに入団するも、メジャー再昇格はできなかった。

## 詳細情報

### 年度別打撃成績
| 年 度    | 球 団    | 試 合 | 打 席 | 打 数 | 得 点 | 安 打 | 二 塁 打 | 三 塁 打 | 本 塁 打 | 塁 打 | 打 点 | 盗 塁 | 盗 塁 死 | 犠 打 | 犠 飛 | 四 球 | 敬 遠 | 死 球 | 三 振 | 併 殺 打 | 打 率 | 出 塁 率 | 長 打 率 | O P S |
| -------- | -------- | ----- | ----- | ----- | ----- | ----- | -------- | -------- | -------- | ----- | ----- | ----- | -------- | ----- | ----- | ----- | ----- | ----- | ----- | -------- | ----- | -------- | -------- | ----- |
| 1993     | FLA      | 7     | 16    | 16    | 0     | 0     | 0        | 0        | 0        | 0     | 0     | 0     | 0        | 0     | 0     | 0     | 0     | 0     | 11    | 0        | .000  | .000     | .000     | .000  |
| 1995     | CIN      | 5     | 7     | 7     | 0     | 0     | 0        | 0        | 0        | 0     | 0     | 0     | 0        | 0     | 0     | 0     | 0     | 0     | 4     | 0        | .000  | .000     | .000     | .000  |
| 1996     | CLE      | 10    | 13    | 12    | 2     | 3     | 0        | 0        | 2        | 9     | 5     | 0     | 0        | 0     | 0     | 1     | 0     | 0     | 6     | 0        | .250  | .308     | .750     | 1.058 |
| 1997     | 日本ハム | 134   | 550   | 478   | 67    | 131   | 24       | 0        | 37       | 266   | 94    | 1     | 2        | 0     | 5     | 53    | 5     | 14    | 130   | 9        | .274  | .360     | .556     | .916  |
| 1998     | 日本ハム | 133   | 569   | 506   | 65    | 129   | 13       | 0        | 33       | 241   | 124   | 1     | 1        | 0     | 3     | 56    | 7     | 4     | 141   | 5        | .255  | .332     | .476     | .808  |
| 1999     | 日本ハム | 6     | 24    | 22    | 1     | 3     | 0        | 0        | 0        | 3     | 2     | 0     | 0        | 0     | 0     | 0     | 0     | 2     | 3     | 0        | .136  | .208     | .136     | .345  |
| 2000     | 日本ハム | 120   | 498   | 439   | 72    | 129   | 23       | 0        | 37       | 263   | 89    | 0     | 1        | 0     | 2     | 51    | 7     | 6     | 98    | 8        | .294  | .373     | .599     | .973  |
| 2001     | 日本ハム | 34    | 136   | 120   | 13    | 27    | 2        | 1        | 6        | 49    | 14    | 0     | 0        | 0     | 0     | 13    | 2     | 3     | 34    | 3        | .225  | .316     | .408     | .725  |
| 2002     | 近鉄     | 34    | 126   | 113   | 14    | 25    | 3        | 0        | 6        | 46    | 14    | 0     | 0        | 0     | 0     | 10    | 2     | 3     | 40    | 2        | .221  | .302     | .407     | .709  |
| MLB：3年 | MLB：3年 | 22    | 36    | 35    | 2     | 3     | 0        | 0        | 2        | 9     | 5     | 0     | 0        | 0     | 0     | 1     | 0     | 0     | 21    | 0        | .086  | .111     | .257     | .368  |
| NPB：6年 | NPB：6年 | 461   | 1903  | 1678  | 232   | 444   | 65       | 1        | 119      | 868   | 337   | 2     | 4        | 0     | 10    | 183   | 23    | 32    | 446   | 27       | .265  | .346     | .517     | .864  |

- 各年度の太字はリーグ最高

### 年度別守備成績
| 年 度 | 球 団 | 左翼（LF） | 左翼（LF） | 左翼（LF） | 左翼（LF） | 左翼（LF） | 左翼（LF） |
| 年 度 | 球 団 | 試 合      | 刺 殺      | 補 殺      | 失 策      | 併 殺      | 守 備 率   |
| ----- | ----- | ---------- | ---------- | ---------- | ---------- | ---------- | ---------- |
| 1993  | FLA   | 3          | 4          | 0          | 0          | 0          | 1.000      |
| 1995  | CIN   | 2          | 2          | 0          | 0          | 0          | 1.000      |
| 1996  | CLE   | 1          | 0          | 0          | 0          | 0          | ----       |
| MLB   | MLB   | 6          | 6          | 0          | 0          | 0          | 1.000      |

### タイトル
NPB
- 本塁打王：2回（1997年、1998年）
- 打点王：1回（1998年）

### 表彰
NPB
- ベストナイン：2回（1998年、2000年）

### 記録

#### NPB
初記録
- 初出場・初先発出場：1997年4月5日、対千葉ロッテマリーンズ1回戦（東京ドーム）、6番・指名打者として先発出場
- 初安打：同上、7回裏に小宮山悟から
- 初打点：1997年4月8日、対福岡ダイエーホークス1回戦（福岡ドーム）、1回表にデビッド・ウエストから
- 初本塁打：1997年4月18日、対オリックス・ブルーウェーブ1回戦（グリーンスタジアム神戸）、2回表にウィリー・フレーザーからソロホームラン

節目の記録
- 100本塁打：2000年8月28日、対福岡ダイエーホークス24回戦（東京ドーム）、5回裏に土井雅弘から中越ソロ ホームラン　　　※史上210人目

その他の記録
- 4打席連続本塁打：1997年6月21日 ※史上13人目、歴代2位タイ[3]
- 4打数連続本塁打：同上 ※史上16人目17度目、歴代2位タイ[3]
- 1試合4本塁打：同上 ※史上最多タイ
- 1試合17塁打：同上 ※パ・リーグ史上最多

### 背番号
- 30（1993年）
- 49（1995年）
- 48（1996年）
- 15（1997年 - 2002年）